# تعلم افتراضي
التعلم الافتراضي
التعلم الافتراضي نمط من التعلم الإليكتروني عن بعد الذي يحدث بكفاءة في غياب البيئة التقليدية للمؤسسة التعليمية الواقعية؛ حيث تختلف أدوار المدرب/المعلم لتصبح إرشاد المتدرب/الطالب للتفاعل والتعلم والمشاركة الفردية والجماعية باستخدام التكنولوجيا الافتراضية، بدلًا من تقلينه المنهج التعليمي المقرر. وتعد المدرسة الافتراضية كيانًا معتمدًا من قبل الدولة أو جهة التعليم المستقلة لتقديم برامج تعليمية عن بعد، بشكل متزامن أو غير متزامن. والواقع الافتراضــي: عالم بديل يتشكل في ذاكرة الحاسبات يخلق حالة من التواجد المكتمل ويعطي افقا اخر لتطور البشرية.وهو مصطلح ابتكره العالم (جورن لاينر).و يعمل الواقع الافتراضي على نقل الوعي الانسانى إلى بيئة افتراضية يتم تشكيلها إلكترونياً، من خلال تحرر العقل للغوص في تنفيذ الخيال بعيداً عن مكان الجسد، وهو عالم ليس وهميا وليس حقيقيا بدليل حدوثه ومعايشة بيئته، ففيه يتم تنفيذ الأحداث في الواقع المفترض لكن ليس في الحقيقة.
استخدم التعليم الافتراضي لأول مرة في منتصف التسعينات وأصبح أسلوبا شائعا للتعليم عن بعد يستخدم في الولايات المتحدة في فئة التعليم الأساسي K-12.
وقد بات من الشائع الحديث عن التعلم الافتراضي بعد انتشار جائحة كورونا، وتعطل الدراسة أغلب البلدان؛ مما أثر على 80% من طلاب العالم، بواقع نحو 1.37 بليون طالب بعد إغلاق مدارسهم المحلية واضطرارهم للعزلة في منازلهم، ما دفع حكوماتهم لإيجاد حلول عبر منظومة التعليم عن بعد (distance education) ودفع الناشئة وعائلاتهم ومعلميهم للتكيف معها 
تثور تحديات كثيرة في بيئة التعلم الافتراضي من جهة استعداد المعلمين لتقديم محتوى افتراضي تشاركي مع الطلاب، بالإضافة لإتاحة التكنولوجيا ومحو أمية استخداماتها وتوفير السعر الملائم والدافعية لدى المتعلمين. وتنطوي المدرسة الافتراضية virtual school على ميزات حقيقية لا توفرها المدارس التقليدية ومنها سرعة الوصول لنطاق أكبر من الطلاب، وتسهيل عملية التعلم واستثارة مهارات التعلم والبحث والمشاركة، وتوفير فرص تعلم عالي الجودة باستخدام المالتي ميديا العصرية.

## بيئة التعلم الافتراضي
العالم الافتراضي هو بيئة محكية تعتمد على الكمبيوتر تمكن عدة مستخدمين من التعايش والتفاعل داخلها في نفس الوفت من خلال معادلهم الافتراضي، وترتبط العوالم الافتراضية virtual words ويحتوي الواقع الإفتراضي على ثلاث أنماط لبيئته 
الانغماس immersion: بيئة ثلاثية الأبعاد تسمح للمشارك بالدخول إلى الواقع الافتراضي والتحرك بين أركانها ومعرفة المكونات، virtual reality ، وهي تفيد الطلاب بشكل واسع.(يعد الواقع الممتد Extended Reality، والواقع الافتراضي Virtual Reality، والواقع المعزز Augmented Reality ، والواقع المدمج (أو ما يسمى بالمختلط) Mixed Reality من أحدث المصطلحات التقنية لا سيما في مجال التعليم، وفي الفصول والمناهج الدراسية، وتستخدم في مناهج العلوم بطريقة ممتعة وتزيد من تعمق الطالب فيما يدرسه خاصة وأنه ينتقل عبر معامل الواقع الافتراضي أو جهاز الحاسوب لواقع ثلاثي الأبعاد مجسم يبحر فيه كيفما شاء)
الانتقال اللحظي الآني أو التلبيورت Teleport: المشاهدة والتفاعل: يشاهد المشاركين صورهم بشاشة العرض من خلال كاميرا مخصصة: حيث يتعاملون مع الأشياء المتواجدة بالواقع الافتراضي وكأنه ينتقل إلى مكان جديد افتراضيا بكل تفاصيله.
المعادل الافتراضي أو الرقمي Avatar : كما يحدث في ألعاب المحاكاة في الفيديو والمسرح حين يكون المشاهد على كرسيه ويشعر وأنه جزء من الحدث من خلال تقنيات ثلاثية الأبعاد.ويعتمد على شخصية بعينها تكون بديلا اليكترونيا افتراضيا وهو ملائم للغاية لبيئات التعلم وتعديل السلوك.

تطورت العملية التعليمية بشكل مذهل بعد استخدام شبكه الانترنت، ومن هنا ظهرت مصطلحات: عالم بلا اوراق (paper less world، جامعات بلا اسوار (university without walls)، مؤسسات التعليم للمستقبل (learning for the future)، المدارس والجامعات الالكترونيه (E-school and E-university)، الجامعات الافتراضية virtual universities، والفصول الذكية smart classes.> 
تتيح المدارس الافتراضية استخدام الطلاب للتكنولوجيا اللامتزامنة ومنها استخدام المواقع وإرسال وتلقي الرسائل حين يكون ملائمًا لهم، أو التكنولوجيا المتزامنة المرتبطة بالفيديو التشاركي desktop video conferencing ولكن هذا النمط أحيانًا يكون أقل جذبًا للمعلمين ممن يرون أنه لا يوفر لهم المرونة التي يتيحها النمط اللامتزامن المتحرر من جدول مواعيد الحضور.وبعض المدارس الافتراضية تصر على حصول الطلاب على حد أدنى من الحصص الأونلاين بواسطة face to face contact بينما لا يضع طلاب مدارس افتراضية أخرى قدما واحدة داخل فصولهم عبر الإنترنت، ولكن المشترك العام بين تلك المدارس أنها لا تسعى لحضور الطلاب الشخصي لفصولهم بل حضور الافتراضي مع معلمهم.()

## عناصر التعلم الافتراضي
تشمل المدرسة الافتراضية عناصر هامة لتحقيق فاعليتها وأهمها:

### البيئة الإليكترونية الافتراضية الشاملة
تعتمد ليس على مبان مدرسية بل حوسبة سحابية لتقديم كافة خدماتها التعليمية عبر منصة إلكترونية قادرة على التعامل مع عدد كبير من المتعلمين عبر الويب والأجهزة المتنقلة من خلال الكم الهائل من الأدوات المتوفرة لتحقيق ذلك كالفصول الافتراضية وأدوات التواصل الاجتماعي والتراسل المباشر وأدوات بناء المواقع والبرامج التعليمية وأدوات التقويم والامتحانات الإلكترونية والمختبرات الافتراضية والرحلات الالكترونية، إضافة إلى أدوات الواقع الافتراضي كتقنيات الخيال المعزز والرسوم الثلاثية والرباعية الأبعاد والتي يمكن أن تساعد حتى في النشاطات التعليمية التي تتطلب ممارسة عملية كالعلوم الطبية والهندسية.()
تختلف المدرسة في عصر الثورة الرقمية كمبنى عن المدرسة التقليدية التي نعرفها، فإذا كانت المدارس الذكية تحتوي على فراغات تقليدية مع تحويل الأنشطة المدرسية فيها إلى أنشطة ذكية، فإن المدرسة الافتراضية لا تحتوي على مثل هذه الفراغات التقليدية، فالمكتبة رقمية وليس لها فراغ مادي.
ومن خصائص الفصل الافتراضي ()
• خاصية التخاطب المباشر بالصوت فقط، أو بالصوت والصورة عن طريق الكاميرات الرقمية التي تنقل التفاعل عبر الإنترنت.
• التخاطب الكتابي Text Chat.
• السبورة الإلكترونية e-Board.
• المشاركة المباشرة للأنظمة والبرامج التطبيقية (بين المدرس والطلبة أو بين الطلبة) Application Sharing.
• إرسال الملفات وتبادلها مباشرة بين المدرس وطلبته File Transfer.
• متابعة المدرس وتواصله مع كل طالب على حده أو مع مجموع الطلبة في آن واحد Private Message.
• خاصية استخدام برامج العرض الإلكتروني PowerPoint Slides.
• خاصية استخدام عرض الأفلام التعليمية Video Clips.
• خاصية توجيه الأسئلة المكتوبة والتصويت عليها Poll Users.
• خاصية توجيه أوامر المتابعة لما يعرضه المدرس للطلبة Follow me.
• خاصية إرسال توصيلة لأي متصفح لطالب واحد أو أكثر SynchronizeWeb.
• خاصية السماح لدخول أي طالب أو إخراجه من الفصل Ban Users.
• خاصية السماح بالكلام أو عدمه Clear Talk.
• خاصية السماح بالطباعة Print Options.
• خاصية تسجيل المحاضرة الصوتية والكتابية Lecture Recording.

### المعلم الافتراضي (الإليكتروني)
لن يكون دور المعلم هنا كمصدر وحيد للمعلومة كما هو الحال في الالتعليم التقليدي. بل سيكون ذلك الخبير الذي يساعد المتعلمين أن يتعلموا بالشكل الذي يؤدي بهم لإتقان ما يتعلمونه فعلا.
وسيكون دور المعلم الإليكتروني:
- بناء الوحدات التعليمية المناسبة للمقرر الدراسي.
- متابعة المتعلمين بشكل يومي عبر وسائل التواصل المباشر أو غير المباشر للمشاركة والتفاعل وتقديم الخبرة وإدارة النقاشات.
- تقييم المتعلمين ولكن ليس فقط عبر الامتحانات الإلكترونية بل عبر تقييم مشاركة المتعلم في النشاطات المتزامنة أو غير المتزامنة.([11])
- تطوير شراكة قوية مع الآباء أو البالغين المسؤولين
- العمل بالتشاور مع أولياء الأمور على وضع برامج علاجية أو برامج الإثراء واتخاذ قرارات التنسيب والترقية
- التواصل بانتظام مع طلابهم عبر الهاتف والبريد الإلكتروني والاجتماعات المباشرة، بما في ذلك ورش العمل الأكاديمية
- تنظيم الفعاليات الاجتماعية والأكاديمية؛ تعزيز المجتمع المدرسي
- المشاركة في التدريب المنتظم والتطوير المهني

كما يقوم المعلمون بالخروج الشهري - الاجتماعي والأكاديمي - للطلاب وأسرهم، ويشارك الطلاب في مجموعة متنوعة من الأنشطة اللاصفية. وقد تشمل الأنشطة والمناسبات التي ترعاها المدارس حلقات عمل للمدرسين وحلقات عمل عن الوالدين؛ مشاريع خدمة المجتمع؛ النوادي، ولكن، لا، الرحلات الميدانية؛ أحداث أكاديمية المدرسة مثل النحل الإملائي، والمعارض العلمية، والزيارات إلى المواقع التاريخية، الخ.()
هناك العديد من التقنيات التي يجب أن يتقنها المعلم الافتراضي لجذب طلابه عبر برامج تعتمد على الغرف الإليكترونية بينه وبين طلابه، ومن ذلك تقسيم الأفكار والاستخدام الواعي للسبورة البيضاء والصور الإيضاحية والأفلام بحيث لا تتحول لوسيلة تشتيت إنتباه، استخدام أسلوب العصف الذهني بديلا عن سؤال كل طالب بحسب دور معروف مسبقا وهو ما يعني شرود الطلاب في آخر الدور، وهناك تقنيات المشاركة التفاعلية في إعداد الدرس، استخدام آلية التصويت، استخدام المحادثات المكتوبة، التركيز على الأنشطة التعبيرية، إتاحة غرف التحدث الحر ()
إن إعادة تصميم دورة دراسية لإدماج تعلم أكثر نشاطاً لا يمكن أن يحل مشكلة الملل لدى الطالب فحسب، بل أيضاً في زيادة جودة تعلم الطلاب.
ومن أهم استراتيجيات بناء الدافع لدى الطلاب أون لاين:
- الوصول والتحفيز: إنشاء وسيلة سهلة لمتابعة المواد التعليمية، وبيئة ترحيبية ومشجعة.
- التنشئة الاجتماعية عبر الإنترنت: الاتصال من خلال الرسائل، وتوفير المحتوى الذي له صلة بحياة الطلاب
- تبادل المعلومات: ربط المتعلمين بالموارد ودعم التعلم
- بناء المعرفة: من خلال المحاضرات والقراءات والواجبات وتسهيل تعلم الطلاب بناء وبناء المعرفة الجديدة
- التطوير: من خلال الاستجابة وتقديم الموارد الخارجية، يطور الطلاب تعلمهم خارج الدورة ([14])

### المناهج الدراسية المرنة
في المدرسة الافتراضية لا مكان هنا للمناهج الحكومية الساكنة وأساليب التدريس القديمة والبيروقراطية في التخطيط والتنفيذ. ويجب منح الطالب حرية أكبر في تحصيله للمعرفة من مصادر متنوعة دون اجباره على كتاب محدد.
توفير كافة المقررات الدراسية وكافة المصادر التعليمية التي يتعامل معها الطلاب على قاعدة البيانات التابعة للمدرسة بحيث يمكن الوصول لها من الطلاب وغير الطلاب في أي وقت. يتضمن ذلك مقاطع الفيديو والكتب الالكترونية وحتى منتديات النقاش والمدونات والجلسات التعليمية المباشرة. سيساهم ذلك في تقديم خدمة للمجتمع ويدعم المدارس التقليدية أو من لا يستطيع التعلم بشكل ممنهج لأي سبب ويثرى المحتوى العربي على الإنترنت.
وتضيف د.كاسيا راي في كتاب: “التعلم عن بعد في الوقت المناسب”؛ أن ثمة عناصر تميز التعلم عن بعد، والتعلم الافتراضي الأكثر تطورًا، وللحكم على مدى نجاح التجربة، وهي تتعلق بإدارة الوقت والاتصالات والتكنولوجيا وتصميم الدروس.
ويتضمن التفكير في عدد الساعات وتحديد الوقت الأنسب للتواصل المباشر المتزامن أو وضع المحاضرات بشكل غير متزامن، يمكن القيام بهذه الأنواع من الاتصالات من خلال التداول بالفيديو أو من خلال الدردشة أو عن طريق الهاتف. يمكن استخدام تطبيقات مثل فيستايم أو جوجل هانجاوتس أو سكايب أو 2كروسوفت تيمز أو منصة مدرستي السعودية منصة زووم أو واتساب لتوفير هذه الاتصالات المتزامنة.
يمكن أيضًا استخدام مفهوم “ساعة المكتب” بحيث يمكن للعديد من الطلاب التواصل في جلسات الدردشة في وقت واحد، مما يتيح المزيد من نقاط اللمس بين المعلم والطلاب.
المحتوى يجب أن يكون واضحا بدرجة كبيرة، وأن يفترض المعلم أنه سيكون هناك نقص في الفهم وبالتالي إضافة شروحات تفصيلية ضمن بنية الدرس.
وهناك أهمية قصوى لوضع الأنشطة والتدريبات والتقييم في بنية الدرس، وتلقي ردود الفعل من الطلاب جميعا لنجاح أي درس عن بعد، مع تقليص وقت الدرس فإذا كان الشائع 45 دقيقة داخل الفصل، فسوف يكون تقريبا 20 دقيقة عن بعد؛ بحسب الكتاب نفسه.()

### التقويم الفعال للتعلم عن بعد
هناك العديد من الأساليب لتقويم برامج التعلم الإلكتروني ومن ذلك يشير الخبراء إلى: ()
```
الامتحانات القصيرة Short Quizzes: وهي تقيس قدرة المتعلم على استدعاء وفهم المعارف.
```

- الامتحانات المقالية Essays: وهي تقيس مستوى عال من القدرات المعرفية وخاصة ما يتعلق منها بالتفكير الناقد والتفكير الإبداعي واتخاذ القرارات.
- ملفات الإنجاز E-Portfolios: أو ما يعرف بالحقائب الإلكترونية، وهي تجميع منظم لأعمال الطلاب الهادفة وذات الارتباط المباشر بموضوعات المحتوى.
- تقويم الأداء:Performance Evaluation ويهتم بقياس قدرة المتعلم على أداء مهارات محددة أو إنجاز مهمة تعليمية محددة.
- المقابلات Interviews: ويمكن إجراء المقابلة في بيئة التعلم الإلكتروني بطريقة تزامنية باستخدام النصوص المكتوبة أو المسموعة والمرئية من خلال مؤتمرات الفيديو.
- اليوميات Journal: وهي عبارة عن تقارير يحتفظ بها المتعلم باستمرار عن أدائه لعمل ما من الأعمال، وتعد من أدوات التقويم البنائي.
- أوراق العمل Paper Work.
- التأملات الذاتية Paper Reflective.
- عدد مرات المشاركة Figures Participation Learner.
- تقييم الزملاء Assessment Peer.
- التقييم الذاتي .Learner Self-assessment

## الفرق بين التعلم عن بعد والمدرسة الافتراضية
تطور نمط التعليم الإليكتروني، من شكل سائد يعتمد على سلطة المعلم والمنهج الواحد الذي يقدم للطالب عبر شبكة الإنترنت، إلى نمط آخر يسمى “ويب 2” يلح على المتدرب والطالب في المشاركة في إعداد وصياغة المنهج الذي يرغب بتعلمه.
لقد سادت أنماط ثلاثة من قبل للتعلم عن بعد وهي:
- التعليم الأساسي (Essential): يجب على الطالب أن يدخل إلى المادة التدريبيَّة بشكل دوري من أجل المتابعة.
- التعليم الممزوج (Blended learning): : تستمر العمليَّة التعليميَّة عبر التكنولوجيا والإنترنت من خلال النقاشات والملاحظات ويجب في الوقت نفسه الحضور في الصفوف الاعتياديَّة من أجل تعويض ممّا نقص وإضافة أمورٍ جديدة.
- تعليم إلكتروني كامل (Immersive): حيث يتواجد الطالب بالكامل في الواقع الافتراضي ولا وجود للحضور الفعلي الحقيقي في الصف بل العمليَّة التعليميَّة تكون كلها عبر الشبكة.

بعد ظهور ثورة (الويب 2.0) وتم إطلاق هذا الاسم في عام (2004) أصبح في مقدور مستخدم الإنترنت المساهمة وظهر 2.0 E-Learning وهو القائم على مبدأ مشاركة الطالب في كتابة وتعديل المنهج التعليمي واستخدام الادوات الجديدة في ويب (2.0) (المدونات، الشبكات الاجتماعيَّة، مواقع الفيديو، مواقع مشاركة الصور، مواقع مشاركة الوثائق والمستندات) وذلك بغية الحصول على تعليم أفضل وفوائد أكثر من خلال المشاركة والمناقشة والتعلم المشترك الحاصل بين الطلاب باستخدام تلك الأدوات.()
لهذا فإن التعلم التقليدي عبر الإنترنت يعني تقديم المنهج الدراسي عبر وسائط تكنولوجية، ومنها شرائط الفيديو والمواد المصاحبة، ونشر التفاعلات لاحقا، بينما التعلم التفاعلي عبر الإنترنت سواء المتزامن أو غير المتزامن هو إتاحة قدر أكبر من مشاركة وتفاعل الجمهور في أقرب وقت ممكن، وجعله جزء من صناعة المادة التفاعلية وليس متلقيًا.()

## أنواع التعلم الافتراضي
يمكن تقسيم الفصول الافتراضية إلى عدة تقسيمات وأنماط متنوعة بحسب التكنولوجيا المتبعة وأسلوب التعليم وزمانه ومكانه وتقنياته التعليمية.

### أولا: من حيث البرمجيات والتقنيات
يمكن تقسيم الفصول الافتراضية إلى قسمين وذلك حسب الادوات والبرمجيات والتقنيات المستخدمه في هذه الفصول ()()

#### الفصول الافتراضية غير التزامنية
ويطلق عليها بعضهم بانظمة التعلم الذاتي Self-paced learning والتي تمكن الطلبة من مراجعه المادة التعليميه والتفاعل مع المحتوى التعليمي من خلال الشبكة العالميه الإنترنت بوساطه بيئه التعلم الذاتي وهو ما يعرف بالتعلم والتفاعل غير التزامني Asynchronous
ومن أمثلة تلك الفصول غير التزامنية: BigBlueButton,Elluminate,WebCT,wiziq,moodle
لا تتقيد هذه الفصول بزمان أو مكان لذا فهي تستخدم برمجيات وادوات غير تزامنيه تسمح للمعلم والطالب بالتفاعل معها دون حدود للزمان والمكان وهي تقوم بأداء التمرينات والواجبات المنزلية، قراءه الدروس، ساحات الحوار والدخول في مناقشات غير انيه سواء مع المعلم أو الطلبة فيما بينهم، قائمه المراسلات بين المعلم وطلابه وبين الطلاب انفسهم: قائمه الدرجات إرسال الأعمال والمشروعات الي المعلم

#### الفصول الافتراضية التزامنية
وهذه الفصول هي فصول شبيهة بالقاعات الدراسية، يستخدم فيها المعلم أو الطالب ادوات وبرمجيات مرتبطه بزمن معين (أي يشترط فيها وجود المعلم والطالب في الوقت نفسه دون حدود للمكان) ومن امثله هذه الادوات منصة زوم، توك رووم،بالتوك، وايرنلنك التي أسسها جاك إم. ويلسون
وتقوم تلك البرمجيات بمهمات: الالواح البيضاء: وهي تساعد جميع الطلبة على المشاركة في الكتابة عليها، المشاركة في البرامج: مثل العمل على برنامج للقوائم أو قواعد البيانات تساعد الطلبة للعمل سويا لبناء قاعده بيانات أو تعبئه قائمه ما، المؤتمرات عن طريق الفيديو (videoconferencing): التواصل بالصوت والصورة والنص بين المعلم وطلابه وبين الطلاب بعضهم البعض، المؤتمرات عن طريق الصوت (audiocnferencing): التواصل بالصوت والنص بين المعلم وطلابه وبين الطلاب بعضهم مع بعض، غرف الدردشة: التواصل بالنص بين العلم وطلابه وبين الطلاب بعضهم إلى بعض.

### ثانيا: حسب الإتاحية وطبيعة النظام التعليمي
فيما يلي الأنواع الخمسة من التعلم المختلط والتعلم عبر الإنترنت بالكامل ()
1. «المزدوج»: هو مقرر أو مادة واحدة حيث يشارك الطلاب في التعلم عبر الإنترنت في الفصول الدراسية أو في المنزل. وهو يشمل «الفصول الدراسية المزدوجة»، حيث يحصل الأطفال في الفصول الدراسية التقليدية على دروس عبر الإنترنت للقيام بها في المنزل. كما يحصلون على تعليم الفصول الدراسية وجهًا لوجه ويمكنهم حل المشكلات مع المعلم.
2. «المرن» هو دورة واحدة موضوع حيث الدروس على الإنترنت هي مركز التعليم. على سبيل المثال، طفلك يلتحق بمدرسة عامة ولكن يتم عقد صف اللغة الإنجليزية الخاص به على الإنترنت.
3. «انتقائي» هو دورة واحدة أو سلسلة من الدورات المقدمة على الإنترنت تماما. يمكن للطالب أن يأخذه في مبنى مدرستها أو خارج الموقع. شائعة على مستوى المدرسة الثانوية، يتم تدريس هذا النموذج من قبل المعلم الافتراضي.
4. «الافتراضي الإثرائي» هو دورة واحدة أو سلسلة من الدورات مع بعض التعلم وجها لوجه، ولكن معظمها على الإنترنت حتى يتمكن الطلاب من العمل خارج الموقع. هذا النموذج متاح إلى حد كبير لطلاب المدارس الثانوية.
5. «الافتراضي بالكامل على الإنترنت» أو الفصول الدراسية الافتراضية حيث يتم اتخاذ جميع الدورات الدراسية عن بعد أو خارج الموقع والمعلم أو المعلمين على الإنترنت. يتوفر للطلاب K-12، هذا النموذج أصبح أكثر شيوعا على مستوى المدارس الابتدائية والمتوسطة. يتطلب أن يكون الشخص البالغ في المنزل ومتاحًا للمدرسة عبر الإنترنت خلال الساعات التعليمية.

## مزايا التعلم الافتراضي
يتجه العالم بقوة نحو التعلم الإليكتروني الافتراضي، وتزايدت الوتيرة بعد تفشي فيروس كورونا وما فرضه من عزلة منزلية، فكانت الحاجة لسد فجوة البنية التحتية في المدارس وإشكالية حضور الطلاب من المناطق النائية، ومواجهة أخطار الاوبئة التي تضطر العالم وبينهم الطلاب للمكوث شهورا في المنازل، وقد حذرت منظمة اليونيسكو من تأثر 60% من طلاب العالم وبخاصة في العالم الثالث. هذا عدى عن تجاهل التعليم التقليدي للكثير من الأدوات الحديثة التي يمكن استغلالها في العملية التعلمية والتي تناسب جيل اليوم كأدوات التواصل الاجتماعي وأدوات التراسل المباشر وتقنيات البيانات الضخمة وغيرها.()
ولهذا اتجهت الأصوات لتدشين مدارس افتراضية عربية بالتوازي مع المدارس التقليدية، لتكون خيارا جديدا متاحا أمام الطلاب وأسرهم، وليست بديلا للفصول التقليدية، وهي تعتمد على أفضل المقررات الدراسية يقودها أفضل المعلمين والأدوات التعليمية.
وقد أثبتت الدراسات أن التعلم في الواقع الافتراضي عملية مفيدة، تزيد من مشاركة المتعلم، وتجعل التعلم أكثر متعة، وكلما كان المتعلم مشاركًا ومتعمقًا ومنغمسًا في المهمة، وبعيدًا عن المشاكل المحيطة به، فإن ذلك يزيد من دافعية ومتعة التعلم. فالواقع الافتراضي يوفر بيئة تعلم مجسمة مولدة بالكمبيوتر بديلة عن الواقع الحقيقي وتحاكيه وتزيد من دافعية التعلم.
الدراسات الحديثة تشير إلى أن المدارس الافتراضية تتجه لإحراز نتائج كبيرة ليس فقط في التعلم الجامعي، ولكن أيضًا في التعليم الإلزامي () وتزعم دراسات أخرى أن المدرسة التقليدية يتزايد فيها معدلات العنف وتوقع العقاب من قبل الطلاب وحالات التمييز وغيرها من الأمور التي تختفي تقريبًا في التعلم الافتراضي عن بعد.()
يشير المدافعون عن المدارس الافتراضية virtual school عبر الإنترنت إلى عدد من المزايا:)()()
•	عدم ارتباطه بالزمان أو المكان، فببساطة يمكنك التعلم من البيت أو أي مكان آخر باستخدام الحاسوب الخاص بك.
•	إتاحة أساليب عصرية واسعة ومرتبطة بمصادر المعرفة العالمية للمعلمين والطلاب على حد سواء.
•	تراجع الحاجة لمشقة بدنية لصالح الاستفادة التعليمية، ويرتبط ذلك بالسلامة الصحية وخاصة في أوقات الأوبئة.
•	إتاحة الإدارة الحديثة للفصول والطلاب والتواصل مع الأسرة في التطبيقات الافتراضية.

•	تتيح قدرا أكبر من التشاركية مع الطالب وتقلل من الاعتماد على التلقين.

•	إتاحتها لهؤلاء الذين لديهم ظروف تمنعهم من الذهاب للمدرسة، مادية أو اجتماعية أو صحية، وهؤلاء الذين يقطنون مناطق نائية لا تحوي وسائل مواصلات يسيرة.

• التكامل بين موارد الإنترنت يوفر مكتبة ضخمة من المحتوى، والطلاب سرعان ما يصبحون بارعون في البحوث عبر الإنترنت والاندماج في لغة العصر وتنمية المدارك.

•	توفر أنشطة عديدة لتنمية الذكاءات المتعددة ومشاركة الطلاب واكتشاف مواهبهم خارج المنهج الدراسي القياسي.

•	أكثر عدالة وتحقيقا للمساواة بين الطلاب من خلفيات اجتماعية وعرقية ودينية مختلفة، وهي الاختلافات التي تطفو على السطح بشكل أكثر حدة حين يلتقي الطلاب وجهًا لوجه.

•	إتاحة تلاقي الطلاب من جنسيات مختلفة مما يثري استيعاب التاريخ والجغرافيا واللغات ويطور المهارات الاجتماعية.

•	مرنة وملائمة للطلاب غير المتفرغين والذين يؤدون وظائف ولديهم التزامات أسرية وحاجة لتوفير الدخل، وبخاصة في نظام التعلم اللامتزامن.

•	أقل كلفة من الذهاب للمدرسة التقليدية أو الجامعة، بسبب محدودية الموارد التي تستلزمها من كهرباء وشبكة إنترنت.

## تحديات وعيوب المدارس الافتراضية
بالرغم من كل الأمثلة الهامة عن التعلم عن بعد وإيجابياته في القرن الحادي والعشرين، لكن الأرقام لا تشير لميل الآباء لاستبدال التعلم الافتراضي عن بعد بالتعلم التقليدي داخل المدارس، ولهذا تظل المدارس الافتراضية اختيار إضافي إلى جانب المدرسة التقليدية وفصيلا منها، وإن كان اختيارًا ذا جودة أكبر وفاعلية وملائمة لأوقات شريحة كبيرة من الطلاب ممن يتلقونه وهم في البيت أو أي مكان آخر.()
ومن التحديات بالمدرسة الافتراضية الفاعلة يمكننا رصد:

### نقص تدريب المعلمين
تشير دراسة منظمة التعاون والتنمية TALIS، أن أكثر من 40% من المعلمين لم يتلقوا تدريبا في مجال استخدام التكنولوجيا ولا يدركون قيمة استخدامها في العملية التعليمية ()؛ في الوقت الذي أكدت مجلة "فوربس" أن المعلم الذي لا يتقن التعليم التشاركي عن بعد لن يكون له مكان في المستقبل، مؤكدة "سنرى قريبًا أنظمة معقدة تتكون من المشاركة، وعمل المقرر، والمشاريع، والعمل الفردي والجماعي، والدرجات التي يتم تعيينها من قبل الزملاء، وليس المعلم وحده، وربما عدة معايير أخرى”.()
لا يزال العديد من المعلمين يحاولون تكرار ما يفعلونه في الفصول الدراسية، مع ما يفعلونه عبر الإنترنت. من المهم تغيير طريقة التفكير هذه والاستمرار في التكيف. يقول أحد المعلمين: معظمنا لن يشعر بالثقة أو الكفاءة حول كيفية تدريسنا تقريبا كما نفعل عندما يكون الطلاب أمامنا. هذا التكيف ليس سهلا، وحتى في المناطق التي عادة ما تكون شبكة واي فاي قوية، هناك انقطاعات.

### الفجوة الرقمية بين الطلاب
لا شك أن التعلم الافتراضي والمدارس التي تستخدمه تتطلب وجود بنية تكنولوجية وشبكات توصيل إنترنت ذات كفاءة عالية لدى الطلاب، ولهذا فإن الأمر المؤسف أن تطبيق هذا النمط من التعليم قد يخلق فجوة حقيقية بين الطلاب إذا لم تسارع الحكومات بتوصيل شبكات وإمداد الطلاب بأجهزة لوحية وهذا تحديدا ما تحدث عنه اندرياس سكيشر مدير التعليم بمنظمة التعاون الاقتصادي بأن التعلم عن بعد «مارد خرج من قمقمه» ولكن «التفاؤل مقرون بتحقيق المساواة بين الطلاب» في إشارة للفجوة الرقمية الهائلة ففي قلعة علمية مثل الولايات المتحدة الأمريكية لا يزال نحو 30% من الطلاب السود لا يتمتعون بنفس الحقوق في الوصول لشبكة الإنترنت مع نظرائهم من البيض!، وفي العالم العربي هناك ملايين الأطفال تحت الحصار والحروب يعانون من التسرب من التعليم وعدم الوصول لشبكات أو نظم تعليم عن بعد.()()

### الفجوة الاجتماعية وعدم جاهزية البيت
أيضا علينا تخيل حياة المعلمين والطلاب وبعضهم يضطر لرعاية أحد الأشقاء أوأكثر في حال تغيب الأبوين في العمل بدوام كبير، وعلينا تخيل فكرة أن كثيرا من الأسر لا يمكنها مساعدة الأبناء في دروس يفترض اعتمادها كلية على التكنولوجيا.() ولهذا ظهرت الاقتراحات بمحاولة إعانة الطلاب بتوفير أماكن بديلة إذا لم يكن البيت ملائما للتعلم بما يكفي (حالات الشجار الأبوي وكثرة الأخوة وضيق المنزل وعدم توفر مكان مخصص لتعلم الطالب وتشارك الطلاب في حاسوب واحد!!)

### التمويل الباهظ للمدرسة الافتراضية
بعض مساوئ المدرسة الافتراضية تشمل التكاليف الكبيرة لتشغيل مدرسة افتراضية عامة عالية الجودة: وفي المتوسط، تتلقى المدارس الافتراضية العامة تمويلاً أقل بنسبة 30% تقريباً من المدارس التقليدية.وعلى عكس المدارس العامة التقليدية، لا تتلقى معظم المدارس الافتراضية العامة ضرائب على الممتلكات المحلية.وغالبية التكاليف في مدرسة افتراضية عامة عالية الجودة تذهب مباشرة إلى تعليم الطلاب.والمعلمون غالباً ما تكون أعلى فئة مصروفات، فمن سيتحمل عنهم ذلك؟!()

### غياب التواصل الصحي للطلاب والتنشئة التربوية المباشرة
```
يجادل النقاد أيضا بأن الطلاب لا يتفاعلون مع معلميهم أو أقرانهم وجهًا لوجه في المدرسة الافتراضية، مما يفسح المجال لـ «عدم التنشئة الاجتماعية» إلا إذا تم استكمالها باستخدام مجموعات عبر الإنترنت مثل Elluminate أو Wimba ، أو من خلال حضور أنشطة اجتماعية أخرى خارج المدرسة.
```

### غياب المعايير
ومن الحجج التي حددها النقاد أن المدارس الافتراضية جديدة نسبياً، وبسبب ذلك لا توجد أساليب نادرة لتقييم فعاليتها في تعليم طلابها.()

### غياب الثقة
```
وقد جادل بعض الناس الذين يعارضون التعليم الافتراضي بأن الحصول على وظيفة مع شهادة على الإنترنت قد يكون أصعب لأن أرباب العمل المحتملين قد تكون متشككة في مصداقية هذه البرامج الافتراضية. (
[
38
]
)
```

### ظاهرة التسرب
تميل الدراسات التربوية للقبول باتساع نطاق التسرب عن التعلم الإليكتروني بين الطلاب ذوي الدخل المنخفض والأقليات الملونة والمعوقين والطلاب الذين لا مأوى لهم أو في المساكن العامة وهم أكثر عرضة لخطر الحرمان من التعلم.ويشير دافيد إدوارد وفق المنتدى الاقتصادي العالمي أيضا إلى حقيقة أن بالمعدلات الحالية، إذا واصلنا تحقيق نفس معدل التقدم، فإن هذا العدد سيكون قد انخفض بحلول عام 2030 بمقدار 32 مليون طالب فقط، ونكون قد أخطأنا الهدف بنسبة 88 في المائة.
()

### الحاجة الأشد للرقابة في غياب الروتين
يرى العديد من المربّين أن الطلاب ينقصهم الشعور بروتين المدرسة، والاستيقاظ باكرا وتقسيم الوقت، هذه الأشياء مرتبطة نفسية بالالتزام والشعور بالواجبات تجاه التعلم، والعكس في حالة المكوث في البيت وما يعنيه من فقدان الإحساس بالوقت تدريجيا والانسياق لألعاب الفيديوجيم واليوتيوب وتأجيل المهام يوما بعد يوم.

## حلول لتحديات التعلم الافتراضي
تعتبر استراتيجيات الاتصال المستخدمة في الدورة التدريبية المختلطة أو عبر الإنترنت ذات أهمية حيوية للنجاح العام للدورة ، ولتحفيز الطلاب واستبقائهم ، ولإنشاء حضور المعلم والطالب ، ولتقديم اتصالات في مجتمع التعلم الافتراضي.
يشير الخبراء هنا إلى الحاجة لدمج أساليب التحفيز بشكل أكبر في البيئة الافتراضية لزيادة حضور كل من الطالب والمدرس في الدورة التدريبية عبر الإنترنت ، وذلك من خلال ()
أولا: تعزيز مشاركة المتعلم
حدد بيلز (2004) ثلاثة مبادئ رئيسية للتربية الفعالة عبر الإنترنت. يرتكز المبدأ الأول على حقيقة أن المعلم يجب أن يفسح المجال للتعلم بقيادة الطلاب في دورة تدريبية عبر الإنترنت بسبب المسافة بين المعلم والطالب. ومن الأفكار للقيام بذلك:
-	قيادة الطلاب للمناقشات.
-	تبادل الطلاب موارد الويب ومناقشتها
-	التشارك بين الأقران في الدراسة ككل وتحليل ما يدرسونه.
ثانيا: تعزيز التواصل والتفاعل
مبدأ التربية الفعالة عبر الإنترنت هو أن التفاعل هو مفتاح التعلم الجيد عبر الإنترنت. يجب أن يكون لدى الطلاب طريقة للتواصل مع بعضهم البعض والتفاعل مع المعلم والطلاب الآخرين والمواد التعليمية.
ثالثا: تعزيز الحضور
الحضور الاجتماعي: من الضروري أن ينشئ المعلم مجتمعًا تعليميًا عبر الإنترنت حيث يمكن لكل طالب التعبير عن شخصيته عبر الإنترنت ، ويمكن أن يشعر بالترحيب لمشاركة الأسئلة وطلب المساعدة ، ويمكن أن يشعر بالانتماء.
الحضور المعرفي: يحتاج الطلاب إلى بيئة يتمتعون فيها بحرية بناء المعنى من خلال المناقشة ومجتمع الاستفسار.
الحضور التدريسي: يحتاج الطلاب إلى إرشادات من خبير ، وبينما يتطلب التدريس عبر الإنترنت من الطلاب أن يصبحوا أكثر استقلالية ، سيظلون بحاجة إلى الشعور بأن المعلم موجود للإجابة على الأسئلة وتوجيه المناقشات ودفع التعلم وإدارة الفصل الدراسي الافتراضي.
ولعلاج مشكلة عدم اندماج بعض الطلاب مع أساليب التعلم التي تفتقد الاتصال وجهًا لوجه ينصح الخبراء:
متابعة الطلاب غير المندمجين: تتبع الطلاب الذين تأخروا في رد الفعل، ثم اتصل بهم وراسلهم عبر البريد الإلكتروني للتواصل واسألهم عما إذا كانوا بحاجة إلى مساعدة حول مواضيع المقرر الدراسي.
ساعات العمل: عرض «ساعات العمل» لمساعدة الطلاب المتابعين للسماح لهم بفرصة لطرح الأسئلة والحصول على المساعدة.
نادي الفصل الافتراضي: مناقشة «المكتب الافتراضي» في الدورة التدريبية عبر الإنترنت، وهو مكان يمكن للطلاب فيه طرح الأسئلة والحصول على التوجيه.
الاتجاهات الجيدة: لديك توجيهات مفصلة، وقواعد التقدير، والبرامج التعليمية في المقرر الدراسي التي يمكن للطلاب الوصول إليها للحصول على تعليمات حول إكمال عمل المقرر الدراسي.
كن متاحًا: هذا لا يعني أنه يجب عليك الإجابة على رسالة بريد إلكتروني في منتصف الليل ، ولكنه يعني تسجيل الدخول والتحقق من الأسئلة 4 مرات على الأقل خلال الأسبوع.
إن بناء مجتمع قوي للتعلم عبر الإنترنت يشعر فيه الطلاب بالارتباط بالمدرس وأقرانهم والمحتوى يقطع شوطا طويلا في الحفاظ على حماس الطلاب والمشاركة في إكمال الدورة..()